# Dennis Hodgetts
Dennis Hodgetts (Birmingham, 28 novembre 1863 – 26 marzo 1945) è stato un calciatore inglese.

## Carriera
Ha raccolto più di 200 presenze con la maglia dell'Aston Villa.

## Palmarès

### Giocatore
- Campionato inglese: 3

Aston Villa: 1893-1894, 1895-1896, 1896-1897
- Coppa d'Inghilterra: 3

Aston Villa: 1886-1887, 1894-1895, 1896-1897
- Birmingham Senior Cup: 5

Aston Villa: 1888, 1889, 1890, 1891, 1896